# 신경관
신경관(영어: neural tube)은 척추동물을 비롯한 척삭동물의 배아에서 발생 도중 나타나는 구조로, 중추신경계 즉 뇌와 척수의 전신이다. 평평한 외배엽 세포 중 일부가 배아 안쪽으로 이동하여 길쭉한 관 모양의 신경관을 만드는데, 이 과정을 신경관형성(neurulation)이라고 하며 이 현상이 일어나는 단계의 배아를 신경배(neurula)라고 부른다. 사람에서 신경관형성은 대개 임신 4주(수정 후 28일째)에 완료된다.

## 신경관형성

신경관 형성의 단계.

신경관이 만들어지는 과정을 신경관형성(neurulation)이라고 하며, 일차(primary neurulation)와 이차(secondary neurulation) 신경관형성으로 구분된다.
일차 신경관형성에 의해 외배엽은 다음처럼 세 가지 세포 유형으로 나뉜다.
- 가장 안쪽에는 신경관이 위치한다.
- 바깥쪽에는 표피가 위치한다.
- 신경관과 표피 사이의 영역에서는 신경능선 세포가 발달하여 이후 새로운 위치로 이동한다.

일차 신경관형성은 신경판(neural plate)이 만들어진 후에 시작된다. 신경판의 가장자리가 두꺼워지면서 솟아올라 신경 주름(neural fold)이 된다. 한편 신경판의 중심은 솟아오르지 않고 남아있으므로, U자 모양의 신경고랑(neural groove)이 만들어지게 된다. 신경고랑은 배아의 오른쪽과 왼쪽을 가르는 경계선이 된다. 양쪽 신경 주름이 배아의 중앙선을 향해 가까워지다가 서로 합쳐짐으로써 폐쇄된 신경관이 만들어진다. 한편 이차 신경관형성에서는 신경판 세포들이 끈 모양의 구조를 만들어 배아 안쪽으로 이동한다. 이후 안쪽에 구멍이 생기면서 속이 빈 신경관이 만들어진다.
발생 과정에서 일차와 이차 신경관형성이 차지하는 중요성은 생물종마다 다르다.
- 어류에서는 이차 신경관형성만 일어난다.
- 조류의 경우 신경관 앞쪽은 일차, 신경관 뒤쪽은 이차 신경관형성을 통해 생겨난다.
- 포유류의 경우도 조류와 유사하며 35번째 몸 분절 부근에서 이차 신경관형성이 시작된다.

포유류에서 신경관이 닫히는 순서는 몸통과 머리가 서로 반대이다. 즉 머리에서는 신경능선세포가 먼저 이동하고, 신경관이 닫힌 다음, 마지막으로 위에 있는 외배엽이 닫히는 반면, 몸통에서는 반대로 외배엽과 신경관이 닫히고 나서 신경능선세포가 이동한다.

## 구조

### 육안적 구조

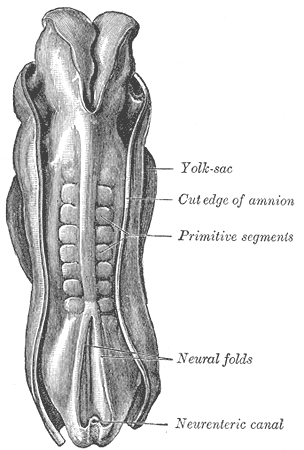
양막을 잘라 사람 배아를 등쪽에서 바라본 모습. 머리쪽과 꼬리쪽 신경구멍이 보인다.

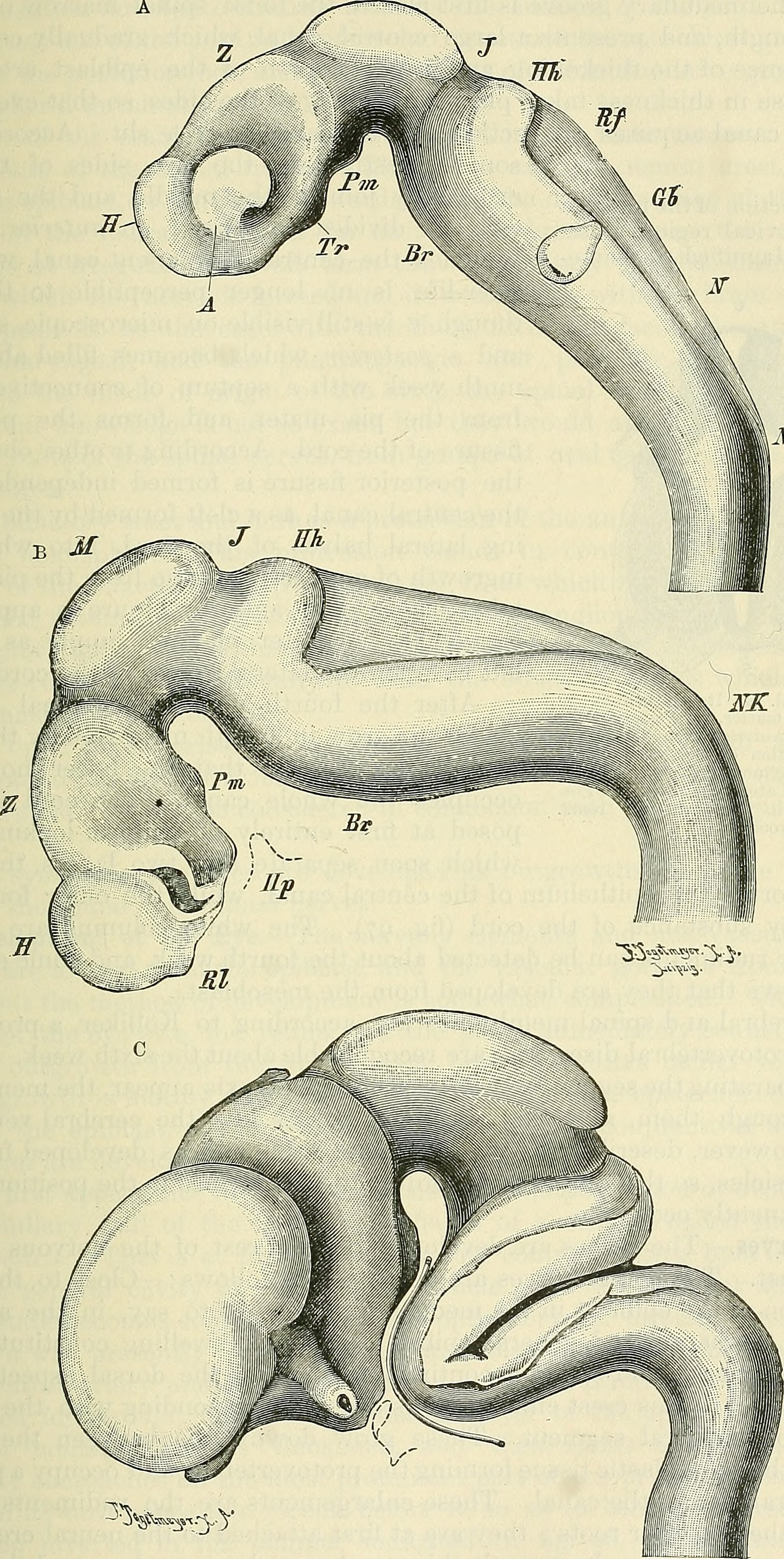
신경관이 굴곡지는 과정. 등쪽으로 휜 머리굽이가 가장 먼저 관찰되고(A) 이어서 목굽이도 보이기 시작한다(B). 마지막으로 배쪽으로 휜 다리뇌굽이가 뚜렷해진다(C).

신경관은 일시적으로 머리쪽과 꼬리쪽에서 모두 열려 있어 양막공간과 통한다. 이 구멍을 각각 머리쪽신경구멍(rostral neuropore)과 꼬리쪽신경구멍(caudal neuropore)이라고 부른다. 사람에서는 머리쪽신경구멍이 대략 발생 25일째에 닫히고 꼬리쪽신경구멍이 그로부터 약 3일 후에 닫힌다. 신경구멍이 제대로 닫히지 않으면 무뇌증이나 척추갈림증과 같은 신경관결손이 발생할 수 있다.
척추동물 신경관의 대부분은 길쭉한 관 형태를 유지한 채 척수로 발달하지만, 뇌로 발달할 머리쪽 신경관은 모양이 크게 변한다. 한 가지 중요한 변화는 신경관이 불룩하게 자라 나와서 뇌소포(brain vesicle)라고 불리는 주머니를 이룬다는 것이다. 처음에는 머리쪽부터 앞뇌, 중간뇌, 마름뇌라고 하는 세 개의 뇌소포가 나타나는데 이들을 아울러 일차뇌소포(primary brain vesicle)라고 부른다. 이어서 세 일차뇌소포가 다섯 개의 이차뇌소포(secondary brain vesicle)로 나뉜다. 사람에서는 발생 약 19일째에 아직 신경주름이 채 접히지도 않았을 때 이미 세 일차뇌소포의 경계가 확인되며, 발생 5주째가 되면 이차뇌소포가 나타난다.
일차뇌소포가 나타날 때쯤 머리쪽 신경관은 각 부위의 성장 속도 차이에 의해 곧게 뻗은 관 모양에서 벗어나 휘어지기 시작한다. 특히 마름뇌와 척수가 만나는 지점에서 심하게 굽는데 이를 가리켜 목굽이(cervical flexure)라고 한다. 또 중간뇌 부근에서도 큰 굴곡이 생겨나는데 이를 중간뇌굽이(mesencephalic flexure) 또는 머리굽이(cephalic flexure)라고 한다. 한편 이차뇌소포가 나타날 때쯤에는 마름뇌 한가운데에 다리뇌굽이(pontine flexure)가 생겨난다. 앞의 두 굴곡이 등쪽으로 볼록하게 굽은 것에 비해 다리뇌굽이는 배쪽으로 튀어나와 있다. 사람의 경우 태아기로 진행함에 따라 목굽이와 다리뇌굽이는 차츰 펴진다.

### 뇌소포

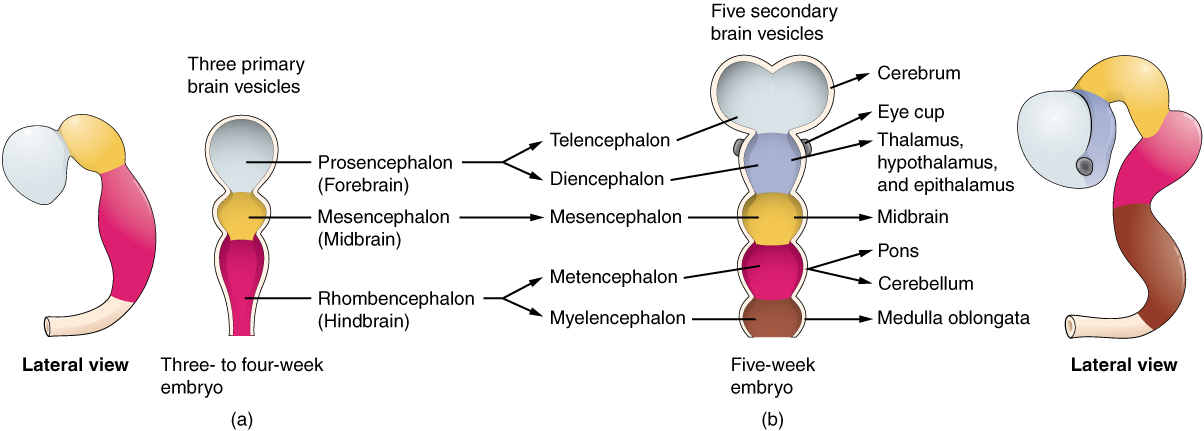
일차 및 이차뇌소포의 발달 단계. 옆에서 본 그림에서는 머리굽이와 목굽이가 뚜렷한 반면 다리뇌굽이는 아직 얕다.

각 일차뇌소포 및 이차뇌소포가 발달하여 되는 뇌 부위를 정리하면 다음 표와 같다.
| 일차뇌소포                        | 이차뇌소포                        | 뇌 부위          |
| --------------------------------- | --------------------------------- | ---------------- |
| 앞뇌                              | 끝뇌                              | 대뇌             |
| 앞뇌                              | 사이뇌                            | 눈·시상·시상하부 |
| 중간뇌 (이차뇌소포로 나뉘지 않음) | 중간뇌 (이차뇌소포로 나뉘지 않음) | 중뇌             |
| 마름뇌                            | 뒤뇌                              | 다리뇌·소뇌      |
| 마름뇌                            | 숨뇌                              | 숨뇌(연수)       |

발생기 구조의 이름은 그로부터 발달하는 성숙한 뇌 구조를 가리키는 뜻으로도 쓰인다. 예를 들어 일차뇌소포 가운데 중간뇌(mesencephalon)는 그대로 중뇌(midbrain)로 발달하므로 두 용어를 흔히 섞어 쓴다. 다른 일차뇌소포의 이름 역시 성숙한 뇌를 기술하는 용어로 쓰인다. 즉 성숙한 뇌를 크게 앞뇌(forebrain), 중뇌(midbrain), 마름뇌(hindbrain)로 구분한다고 설명하는 식이다.
또한 이차뇌소포의 이름인 끝뇌(telencephalon)와 숨뇌(myelencephalon)는 각각 그로부터 발생하는 구조인 대뇌(cerebrum)와 연수(medulla oblongata)를 가리키는 다른 이름으로 쓰이며, 사이뇌(diencephalon) 역시 해당 이차뇌소포로부터 발생하는 시상·시상하부 등의 구조가 위치한 영역을 일컫는 말로 쓰인다.

### 신경분절

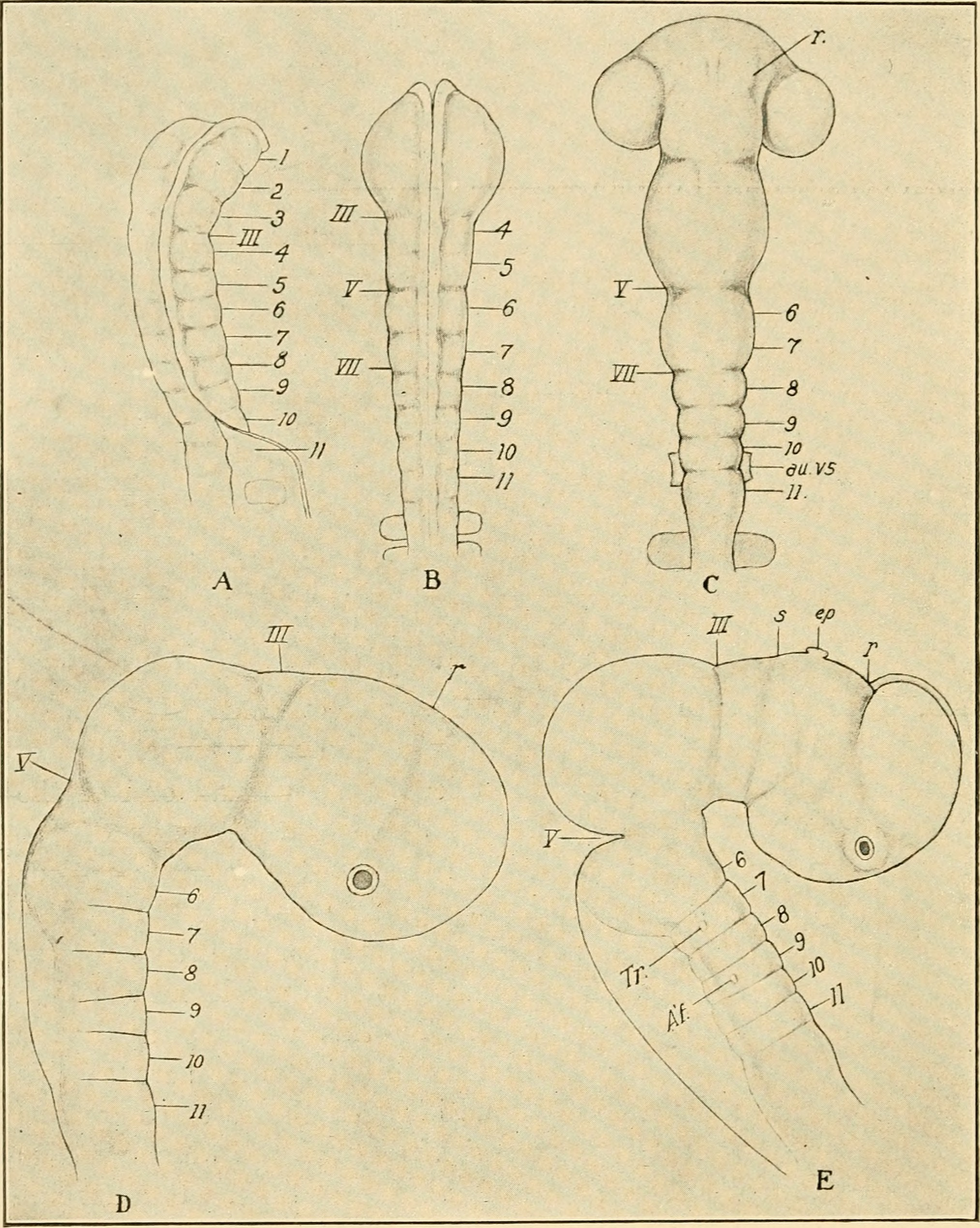
닭 신경관 발생 과정을 나타낸 그림 (1908). 신경분절을 묘사하였다.

19세기-20세기 초 발생학자들은 머리쪽 신경관이 앞뒤축을 따라 뇌소포보다도 더 작은 주머니들로 분절화된다고 기록하곤 하였다. 이를 신경분절(neuromere)이라고 하며, 마름뇌에서 특히 두드러져 보이므로 이를 마름뇌분절(rhombomere)이라고 부른다. 오늘날 마름뇌분절은 신경관 앞뒤축 패턴화의 핵심 단위로 간주된다. 각 마름뇌분절은 특정 혹스 유전자 조합의 발현으로 정의되며, 저마다 다른 종류의 운동 신경세포를 만들어 서로 다른 머리 근육을 제어한다. 예컨대 제 2·3 마름뇌분절에서는 턱을 제어하는 삼차운동신경이, 제 4·5 마름뇌분절에서는 얼굴신경과 갓돌림신경이, 제 6·7 마름뇌분절에서는 삼킴운동을 관장하는 혀인두신경이 만들어진다.
마름뇌와 달리 신경관의 다른 부위에서는 신경분절의 형태가 뚜렷하지 않다. 또한 신경분절을 육안으로 분간할 수 있는 것은 잠시뿐으로, 사람의 경우 발생 약 21일째에 나타났다가 35일째가 되면 사이뇌에서, 40일째가 되면 마름뇌에서마저 사라진다. 이 때문에 20세기 초부터 신경분절은 특별한 역할이 없는 일시적인 구조로 간주되기에 이르렀다.
오늘날 일부 학자는 조직학 소견 및 유전자 발현을 근거로 마름뇌뿐만 아니라 신경관 전체가 신경분절로 나뉘어 있으며, 이것이 신경관 구조와 발생을 이해하는 데에 중요하다고 주장한다. 이러한 대안적인 신경분절 모형(neuromeric model)에 따르면 앞뇌와 중간뇌도 마름뇌처럼 서로 다른 호메오박스 유전자 조합의 발현으로 정의되는 몇 개의 앞뇌분절(prosomere) 및 중간뇌분절(mesomere)로 나뉜다. 또한 마름뇌에도 육안으로 구분되지 않는 몇 개의 추가적인 마름뇌분절이 존재한다. 한편 통상적인 끝뇌-사이뇌 구분선은 신경분절의 경계와 일치하지 않으므로 발생학적으로 무의미하다고 본다. 오히려 끝뇌와 시상하부가 같은 앞뇌분절들로부터 유래하고, 사이뇌의 나머지 부분은 또다른 앞뇌분절 3개로부터 만들어지는 별개의 구조로 간주된다. 이러한 신경분절 모형은 몇몇 발생학·신경해부학 교과서에서 채택한 바 있으며, 《Terminologia Embryologica》를 통해 대한해부학회에서 발간한 《해부학용어》 여섯째판에도 일부 반영되었다.

### 가로 단면

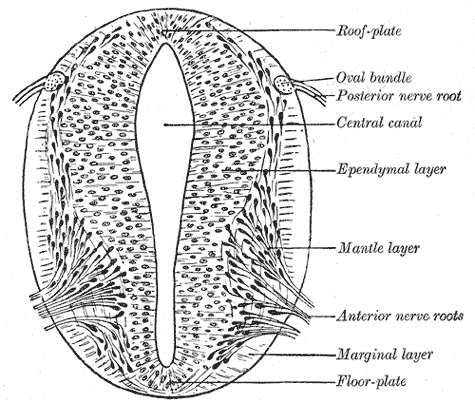
발생 4주 사람 척수 단면도. 지붕판과 마루판이 표시되어 있다.

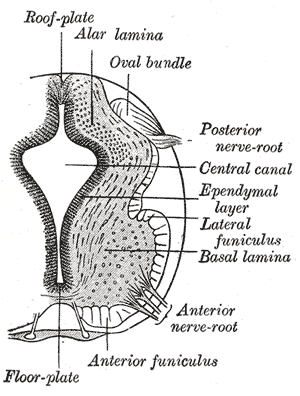
발생 4주 중반 사람 척수 단면도. 날개판과 바닥판을 알아볼 수 있다.

신경관은 앞뒤축뿐만 아니라 등배축을 따라서도 형태가 달라진다. 가장 먼저 신경관의 배쪽이 납작해져 마루판(floor plate)이라고 하는 특수한 구조를 이루며, 이어서 반대편인 등쪽에 지붕판(roof plate)이 생겨난다. 이 두 부위는 얇은 한 층의 상피세포로 되어 있다. 반대로 신경관의 가쪽 벽은 세포분열을 거듭하여 차츰 두꺼워지는데, 이때 등쪽과 배쪽 사이에 옴폭한 홈이 난다. 이 홈은 신경관의 앞뒤축을 따라 길게 이어져 고랑을 이루므로 경계고랑(sulcus limitans)이라고 부른다. 경계고랑은 신경관의 가쪽 벽을 등쪽의 날개판(alar plate)과 배쪽의 바닥판(basal plate, 기저판, 기둥바닥판, 경저판, 저판)으로 나눈다.
결과적으로 신경관의 가로 단면은 등쪽에서부터 지붕판, 날개판, 바닥판, 마루판이라고 하는 영역으로 나뉘게 된다. 이러한 형태학적 구분은 기능적으로도 중요한데, 영역마다 다른 종류 세포가 자리 잡아서 저마다 다른 기능을 수행하게 되기 때문이다. 등쪽 날개판에는 주로 감각에 관여하는 구조가 생겨나는 반면, 배쪽 바닥판에서 유래하는 구조는 주로 운동 즉 근육 제어에 관여한다. 한편 지붕판과 마루판은 신경 세포 없이 뇌실막세포로만 되어 있으며, 대체로 신경계의 왼쪽과 오른쪽을 잇는 신경 섬유가 지나가는 통로 역할을 한다.

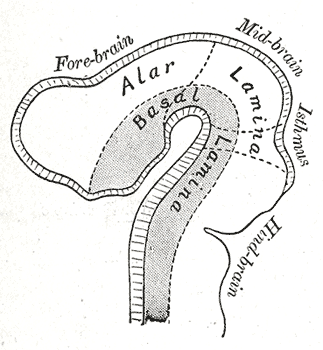
빌헬름 히스의 견해를 반영한 날개판-바닥판 구분.

신경관의 대부분이 이렇게 생겼지만, 머리쪽은 변형이 심해 같은 패턴을 찾아보기 힘들다. 경계고랑은 중간뇌가 앞뇌로 이어지는 지점에서 끊긴다. 따라서 날개판과 바닥판을 알아볼 수 있는 것은 마름뇌와 중간뇌까지만이라고 간주하는 것이 보통이다. 이러한 통상적인 관점에 따르면 사이뇌는 지붕판과 날개판으로만 이루어져 있다.
반면 경계고랑을 처음 명명하고 날개판과 바닥판을 구분한 발생학자인 빌헬름 히스 본인은 신경관의 머리쪽 끝까지 같은 패턴이 계속 이어진다고 믿었다. 오늘날 신경분절 모형 지지자들은 히스의 견해를 이어받아, 육안적 형태가 아니라 조직학 소견 및 유전자 발현 양상을 기준으로 보면 앞뇌에도 날개판과 바닥판이 모두 존재한다고 주장한다. 이러한 대안적인 견해에 따르면 시상하부는 날개판과 바닥판을 모두 포함하며, 끝뇌는 시상하부보다 등쪽에 있는 날개판으로부터 발달하는 구조이다. 머리굽이를 고려하면 날개판-바닥판의 경계도 휘어져 있다고 보는 것이 합당하며, 이와 같은 모형이 등배축 패턴 형성 기제하고도 더 잘 들어맞는다는 것이 이들의 주장이다.

### 조직학
신경상피세포(neuroepithelial cell)의 분열에 의해 척수가 발달함에 따라 신경관 벽을 이루는 세포들이 분열·분화하여 척수의 신경세포 및 신경아교세포를 만든다. 등쪽 조직은 주로 감각 기능, 배쪽 조직은 주로 운동 기능에 관여하게 된다.

## 등배축 패턴 형성
신경관의 신경 전구세포들은 등배축을 따라 구획이 나뉘며, 구획마다 서로 다른 종류의 신경 세포가 만들어진다. 패턴 형성의 프랑스 국기 모형에 따르면, 이러한 패턴화는 발생 초기에 각종 신호전달물질이 분비되어 작용함으로써 일어난다. 소닉 헤지호그(SHH)는 배쪽, 뼈형성단백질(BMP)과 윈트(WNT) 계열 단백은 등쪽 구획을 패턴화하는 데에 중요한 역할을 한다. 신경 전구세포에 위치 정보를 제공하는 다른 요인으로는 섬유아세포 성장 인자(FGF)와 레티노산이 있다. 레티노산은 SHH와 더불어 배쪽 운동 신경세포의 분화 과정에서 Pax6 및 Olig2를 유도하는 데에 필요한 물질 중 하나이다.

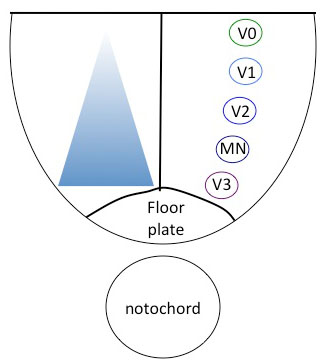
마루판에서 분비된 SHH는 배쪽 신경관에 농도 기울기를 형성한다. SHH는 농도 의존적인 방식으로 기능하여 배쪽 신경 세포의 운명을 예정화한다. V0-V3은 네 종류의 복부 연합 신경세포 유형을 나타내고 MN은 운동 신경세포를 나타낸다.

신경관의 초기 발생 과정에서 배쪽에는 크게 세 종류의 세포가 만들어진다. 신경 주름이 존재하는 단계에 배쪽 중앙선에서는 마루판(floor plate) 세포가 생겨나고, 그보다 등쪽에는 운동 신경세포와 연합 신경세포가 생겨난다. 이러한 세포 유형을 예정화(specify)하는 형태원(morphogen)은 SHH로, 처음에는 신경관보다 배쪽에 위치한 척삭에서 분비되고 나중에는 마루판 세포에서 분비된다. SHH가 분비되는 원천에서 가까운 곳은 SHH 농도가 높고 먼 곳은 SHH 농도가 낮으며, SHH 농도에 따라 해당 구획에서 만들어질 세포 유형이 결정된다.
SHH가 배쪽 신경관을 패턴화하는 기제는 다음과 같을 것으로 추측된다. 먼저 SHH의 농도 기울기는 여러 호메오박스 유전자 및 염기성 나선-고리-나선(bHLH) 계열 전사인자 유전자의 발현을 조절한다. 이 전사인자들 중 SHH에 의해 억제되는 것을 I종(class I), 활성화되는 것을 II종(class II)이라고 부른다. 두 종류의 전사인자들이 서로 다른 쪽의 발현을 조절함으로써 유전자 발현의 경계가 한결 뚜렷해진다. 신경관의 등배축을 따라 전사인자들이 다양한 조합으로 발현되어 신경 전구세포의 정체성(identity)을 생성한다. 시험관 내에서(in vitro) 실험해 보면, 이러한 신경 전구세포로부터 분자생물학적으로 서로 구별되는 다섯 종류의 배쪽 신경세포 유형이 만들어진다. 각 세포 유형이 유도되는 데에 필요한 SHH 농도는 실제로 생체 내에서(in vivo) 해당 세포들이 생성되는 위치와 꼭 들어맞는다. 신경 전구세포가 SHH에 얼마나 길게 노출되었는지에 따라 반응이 달라진다고 밝힌 연구도 있는데, 오래 노출되었을수록 더 배쪽에 해당하는 세포 유형이 만들어지는 것으로 나타났다.
신경관 등쪽에서는 BMP가 패턴화를 담당한다. BMP는 처음에는 위쪽 외배엽에서 분비되다가, 이어서 신경관의 가장 등쪽 구획인 지붕판(roof plate)이 2차 신호중추로 작용하게 된다. 신경관 등쪽에서 BMP는 배쪽의 SHH와 마찬가지로 농도 의존적인 방식으로 작용하는 것으로 보인다. BMP 신호 활성이 제각기 다른 정도로 달라진 여러 종류의 제브라피시 돌연변이를 이용하여 이를 알아볼 수 있다. 이 돌연변이들에서는 등배축 패턴의 변화가 관찰된다. 예컨대 특정 BMP 단백이 결핍된 제브라피시에서는 등쪽 감각 신경세포가 소실되는 반면 연합 신경세포는 많아진다.

## 같이 보기
- 발생 (생물학)
- 발생생물학
- 신경계
- 중추신경계
- 신경 조직
- 신경 세포
- 바닥막 (해부학)
- 기저막#구조